# 秋田市立雄和体育館
秋田市立雄和体育館（あきたしりつゆうわたいいくかん）は、秋田県秋田市にある体育館である。

## 概要
敷地面積    4,425.35平方メートル
- 競技場面積 体育館：934.56平方メートル、 小体育館：160.0平方メートル

観客席　384人

## 交通アクセス
奥羽本線四ツ小屋駅より約20分、秋田市マイタウンバス南部線に乗車、雄和市民サービスセンター前で下車。徒歩1分。

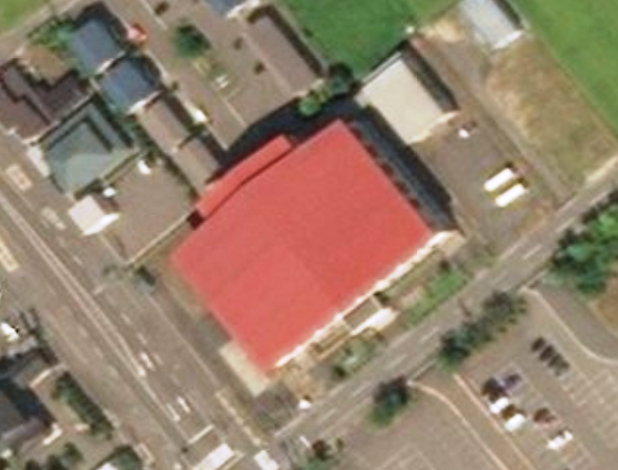
衛星図